# Encuesta telefónica
La encuesta telefónica es un método común en el sondeo de opinión  y la llamada de votación, así como la investigación de mercado primario, en particular, por el desarrollo de centros de llamadas . Una forma común hoy es la entrevista telefónica asistida por computadora. En comparación con otros métodos, la encuesta telefónica es relativamente rápida y económica. El anonimato es mayor que la entrevista personal. Como resultado, el umbral del inhibidor para preguntas sensibles es, según algunos investigadores, más bajo. Sin embargo, esta encuesta a veces se asocia con la publicidad, que en algunos países como Alemania es inadmisible. Hay menos disposición a participar que en una entrevista personal, porque los encuestados se niegan a responder la encuesta o responder ciertas preguntas. No se pueden utilizar ayudas visuales (plantillas de listas, juegos de cartas). Debido a la falta de tales ayudas y la comunicación puramente lingüística, el entrevistado puede sentir fácilmente que la entrevista es monótona o tediosa. Escalas complejas o clasificaciones son apenas posibles. Las entrevistas tienen que ser significativamente más cortas que en otros tipos de entrevistas. Como pauta máxima 15-25 minutos.
Los requisitos previos para un resultado utilizable son:
- Que tenga una buena planificación por adelantado
- Exige un número suficientemente grande de participantes[2]

Al igual que con otros métodos de preguntas, también se hacen dudas sobre la representatividad en la entrevista telefónica . Sin embargo, eso depende de los temas y circunstancias de la encuesta. En el pasado, a menudo solo se interrogaba al llamado "jefe de familia". Para este propósito, el método de cumpleaños se usó como una ayuda adicional. Más recientemente, el hecho de que la mayoría de los jóvenes renuncian a un teléfono fijo y usan como reemplazo su teléfono móvil, por lo que este grupo de edad a menudo ya no se logra. Debido a la mayor frecuencia del marketing telefónico, la disposición a realizar encuestas telefónicas también está disminuyendo. Por lo tanto, la encuesta en línea se está volviendo más común en internet .
En la investigación, las entrevistas telefónicas se usan como una combinación con cuestionarios. Esta combinación se usó, por ejemplo, en la encuesta de esperanza de vida del Instituto Federal de Investigación de Población (Alemania).

## Literatura
- Manual de relaciones públicas . editado por Werner Mühlbradt, Capítulo IX: La Demoscopia: Opinión e Investigación de Mercado. Luchterhand Verlag 1980